# Фанк-метал
Фанк-метал, также трэш-фанк и панк-фанк — пограничный музыкальный жанр, появившийся в результате утяжеления традиционного фанк-рока. Allmusic так описала жанр: «Он зародился в середине 80-х, когда такие группы, как Red Hot Chili Peppers, Fishbone и Extreme, создали в метале сильную фанк-основу».

## Характеристика

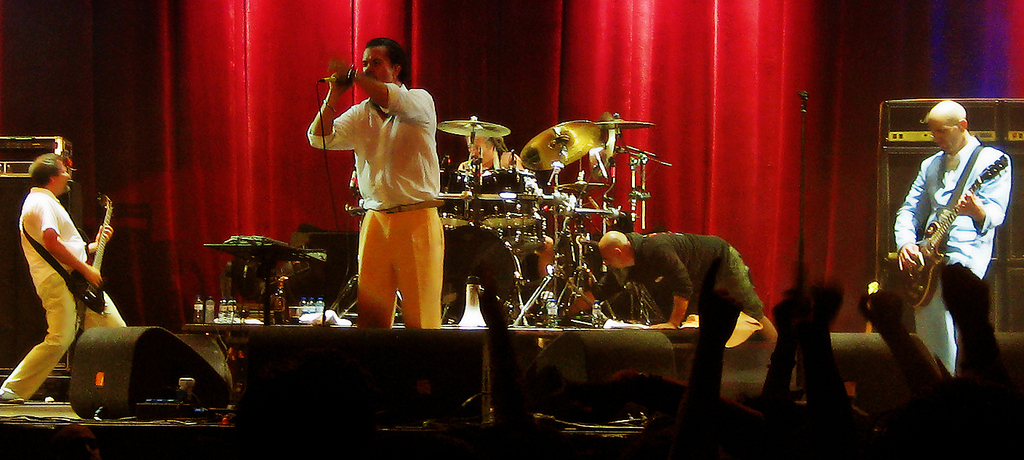
Фанк-метал группа Faith No More

Согласно AllMusic, фанк-метал «сочетает шумные гитарные риффы хэви-метала и хлопающие басовые линии с синкопированными ритмами фанка». Они также утверждают, что «фанк-метал эволюционировал в середине 80-х, когда альтернативные группы, такие как Red Hot Chili Peppers и Fishbone, начали играть гибрид с более сильной фанковой основой, чем метал, хотя ранние попытки объединить два музыкальных стиля существовали ещё в 1975 году, когда валлийская хэви-метал группа Budgie выпустила свой альбом Bandolier. Последующие группы больше полагались на метал, чем на фанк, хотя они сохранили дикие басовые линии». Несмотря на название жанра, веб-сайт классифицирует его как стиль альтернативного рока, а не хэви-метал музыки.

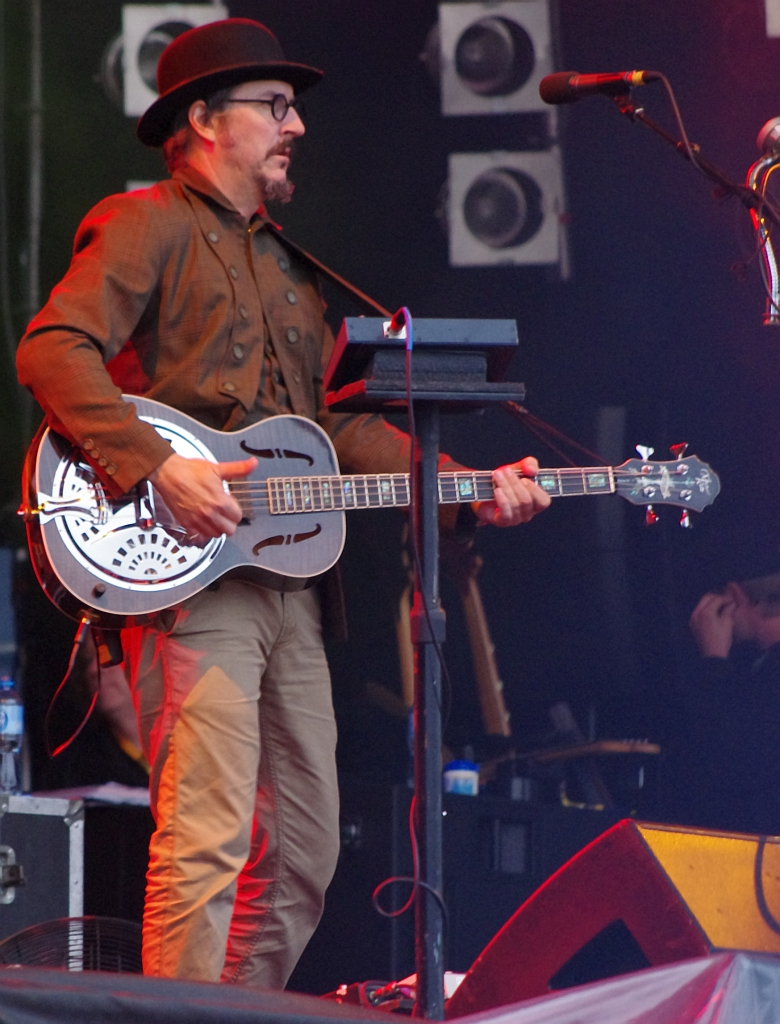
Лес Клейпул, бас-гитарист группы Primus, говорил: «Нас почти везде связывали с фанк-металом.»

В своей книге «Know Your Enemy: The Story of Rage Against the Machine» Джоэл Маклвер писал, что «фанк-метал — немного неуклюжий термин, применявшийся в конце восьмидесятых к любой рок-группе, чей басист использовал стиль игры слэп.» Далее он пишет: «Самыми известными фанк-металлистами были Red Hot Chili Peppers (которые позже добились глобального успеха с более поп-ориентированным подходом) и Living Color. Другие фанк-металлисты варьировались от заслуживающих доверия, таких как Infectious Grooves (побочный проект хардкор-панков Suicidal Tendencies), до относительно малоизвестных, таких как Dan Reed Network».
Одноимённый дебютный альбом 1984 года Red Hot Chili Peppers был назван первым релизом фанк-метала или панк-фанка. Faith No More, ещё одна калифорнийская группа, получившая популярность в середине 1980-х годов, была описана как фанк-метал группа, которая также баловалась рэп-металом. В Rage Against the Machine смесь фанка и металла включала не только рэп, но и элементы хардкора. Некоторые глэм-метал группы, такие как Bang Tango и Extreme, также часто включали фанк в свой музыкальный стиль. Такие группы, как Primus и Mordred, вышли из андеграунда трэш-метала. Primus, группа, которая сочетает множество жанров, была широко описана как фанк-метал, хотя лидер группы, басист Лес Клейпул не любит такую классификацию. Клейпул заметил в 1991 году: «Нас почти везде связывают с фанк-металлом. Я думаю, люди просто не могут без этого». Living Colour были названы Rolling Stone «пионерами чёрного фанк-метала». Entertainment Weekly отметил в статье в мае 1991 года, что «несмотря на рост черных рокеров, таких как Living Colour, американская фанк-металлическая сцена преимущественно белая». Многие рецензенты часто цитировали Living Colour как группу, которая была непосредственно вдохновлена Red Hot Chili Peppers. Вокалист Red Hot Chili Peppers Энтони Кидис преуменьшил сходство между группами. В то время он заявил: "Living Colour для меня звучит совсем не так, как Red Hot Chili Peppers. Но мне приходится сталкиваться с этим ежедневно: «Вау, Living Colour действительно играют в вашем стиле. Вы когда-нибудь видели этого парня на сцене? Он двигается точно так же, как вы».
Фанк-метал был наиболее распространён на Западном побережье Соединённых Штатов, особенно в штате Калифорния, хотя ему удалось получить некоторое международное признание благодаря иностранным группам, таким как британская группа Scat Opera и Super Junky Monkey, полностью женская авангардная фанк-метал группа из Японии.

### Взлёт и падение
Успех песни Faith No More 1989 года «Epic» повысил интерес к этому жанру. Энтони Кидис позже заявил, что певец Faith No More, Майк Паттон, украл эстетику фанк-метала, которую RHCP впервые создали в 1980-х годах, особенно в это заметно в песне «Epic». Он сказал: «Я смотрел [их] 'эпическое' видео, и я вижу, как он прыгает вверх и вниз, читает рэп, и это выглядело так, как будто я смотрю в зеркало». Поскольку RHCP ещё не вышли за пределы США, он полагал, что европейская аудитория будет рассматривать его как подражателя Паттона. LA Weekly: "Faith No More, возглавляемая вокалистом Чаком Мосли, до того, как Паттон присоединился к группе, обычно открывалась для столь же прогрессивных перцев, как только фанк-метал сцена набирала обороты. К 1989 году, когда обе группы стали чрезвычайно популярными, они обе отправились в европейские турне, а Faith No More должна была начаться за несколько месяцев до RHCP. Это не было проблемой, пока Кидис не увидел видео «Epic». Клавишник Faith No More Родди Боттум ответил на обвинения Кидиса, сказав: «Для меня наша группа звучит совсем не так, как RHCP. Если вы говорите о длинных волосах, читке рэпа без рубашки, то да, я вижу сходство […] Я не разговаривал с ними с тех пор, как все это началось». Вражда продолжалась в конце 90-х и начале 2000-х годов с другой фанк-метал группой Паттона, Mr. Bungle, участники группы были сильно вдохновлены Red Hot Chili Peppers в свои первые дни.
Жанр достиг коммерческого пика к концу 1991 года, когда фанк-метал альбомы, такие как Blood Sugar Sex Magik (Red Hot Chili Peppers), Sailing the Seas of Cheese (Primus) и одноименный дебют Mr. Bungle, получили признание критиков известной музыкальной прессы. Марк Дженкинс из Washington Post заявил в статье 1991 года, что «многое из этого звучит как арт-рок». AllMusic описал этот жанр как «незначительный, но чрезвычайно раздутый СМИ музыкальный жанр».
По словам Стива Эскивела из группы Skinlab, распространённость фанк-метала в это время повредила популярности трэш-метала в области залива Сан-Франциско. Он сказал, что Primus и Faith No More «пришли и закрыли металлическую сцену в одиночку», и что такие группы, как эти, привлекли большую женскую аудиторию, которая ранее следила за трэш-металлом.
К концу 90-х годов фанк-метал был представлен меньшим числом групп, включая Incubus, Sugar Ray, Jimmie's Chicken Shack и 311. Группы из других жанров, таких как ню-метал (Korn, Primer 55, Bloodhound Gang) и панк (Snot, Zebrahead) также включили элементы фанк-метала в свое звучание в конце 90-х и начале 2000-х годов. Группа Korn, которой часто приписывают популяризацию жанра ню-метал, упомянула Faith No More и RHCP в качестве двух своих самых ранних влияний. Mega!! Kung Fu Radio, дебютный альбом Powerman 5000 1997 года, продемонстрировал агрессивную форму фанк-метала, которую сама группа заклеймила как "экшн-рок". Все последующие альбомы Powerman 5000 перешли к индастриал-метал и индастриал-рок звучанию. AllMusic предполагает, что жанр был "разыгран к концу десятилетия". Влиятельные группы 80-х и начала 90-х годов, такие как Faith No More, Mr. Bungle и RHCP, к этому моменту в значительной степени отказались от звука в пользу других стилей. Басист Faith No More Билли Гулд утверждал, что он был "болен" этим жанром ещё в 1992 году, хотя альбом группы 1992 года Angel Dust, по его словам, имел элементы фанк-метала. В 1995 году он сказал: "Нас воспринимали как диковинку: смесь металла и фанка, плюс у нас был этот симпатичный певец. Нам было неприятно. Мы начали получать записи от фанк-метал групп и они говорили, что мы оказали на них сильное влияние, это было отвратительно. Angel Dust был для нас способом протянуть руки и сохранить нашу идентичность, Паттон подстриг волосы и изменил свой внешний вид". Альбом RHCP 1995 года One Hot Minute всё ещё считался имеющим элементы их оригинального фанк-метал и панк-фанк звучания, однако, начиная с Californication 1999 года, они начали двигаться в сторону поп-звучания под влиянием фанка. По данным Washington Post в 1999 году, такие группы, как Korn и Limp Bizkit, представляют собой гибрид фанка, метала и рэпа RHCP в течение четырёхлетнего интервала между One Hot Minute и Californication. Тем не менее, Энтони Кидис заявил: "Я не думаю, что какая-либо из этих консервативных, ультра-агрессивных рэп-метал групп имела влияние фанка или энергию панк-рока, которые были у нас."
В 2001 году Alien Ant Farm выпустила чрезвычайно успешный фанк-метал кавер песни Майкла Джексона "Smooth Criminal", электро-фанковой песни. Группы 2000-х и 2010-х годов, описанные как фанк-метал, включают Psychostick, Twelve Foot Ninja и Prophets of Rage (супергруппа с участием членов Cypress Hill, Public Enemy и Rage Against the Machine).
В 2016 году журнал Vice назвал фанк-метал "в основном забытым и иногда оклеветанным жанром". Гитарист Mr. Bungle Трей Спруэнс упомянул о своей любви к этому жанру в интервью 2007 года. Когда его спросили, думает ли он, что это вернётся, он заявил: "Чёртовы ревизионисты, скорее всего, не подумают, что это действительно круто... они пойдут прямо за фланелью и героином".